# Erioptera (Erioptera) biaculeata
Erioptera (Erioptera) biaculeata is een tweevleugelige uit de familie steltmuggen (Limoniidae). De soort komt voor in het Palearctisch gebied.